# Самбірський молочний завод
Самбірський молочний завод — підприємство молочної промисловості у Львівській області в місті Самбір.

## Історія
Олійний завод у райцентрі Самбірського району, Дрогобицької області УРСР був створений після закінчення Німецько-радянської війни.
Надалі, асортимент продукції, що випускається заводом, був розширений зокрема, було освоєно виробництво сиру, який став основною продукцією заводу.
Загалом, за радянських часів завод входив до числа найбільших підприємств міста.
Після проголошення незалежності України завод перейшов у владу міністерства сільського господарства та продовольства України і був перейменований на Самбірський молочний завод.
У травні 1995 року Кабінет міністрів України ухвалив рішення про приватизацію заводу. Надалі державне підприємство було перетворено на відкрите акціонерне товариство, а пізніше — реорганізовано на товариство з обмеженою відповідальністю.

## Діяльність
Підприємство займається переробкою молока та виготовленням пастеризованого питного молока, вершкового масла та сирів. Основною продукцією заводу є тверді сичужні сири.